# Nessa Devil
Nikola Jirásková (Ostrava, Moravia-Silesia; 9 de diciembre de 1988), más conocida como Nessa Devil, es una modelo, ex actriz pornográfica y ex directora de cine para adultos checa.

## Carrera

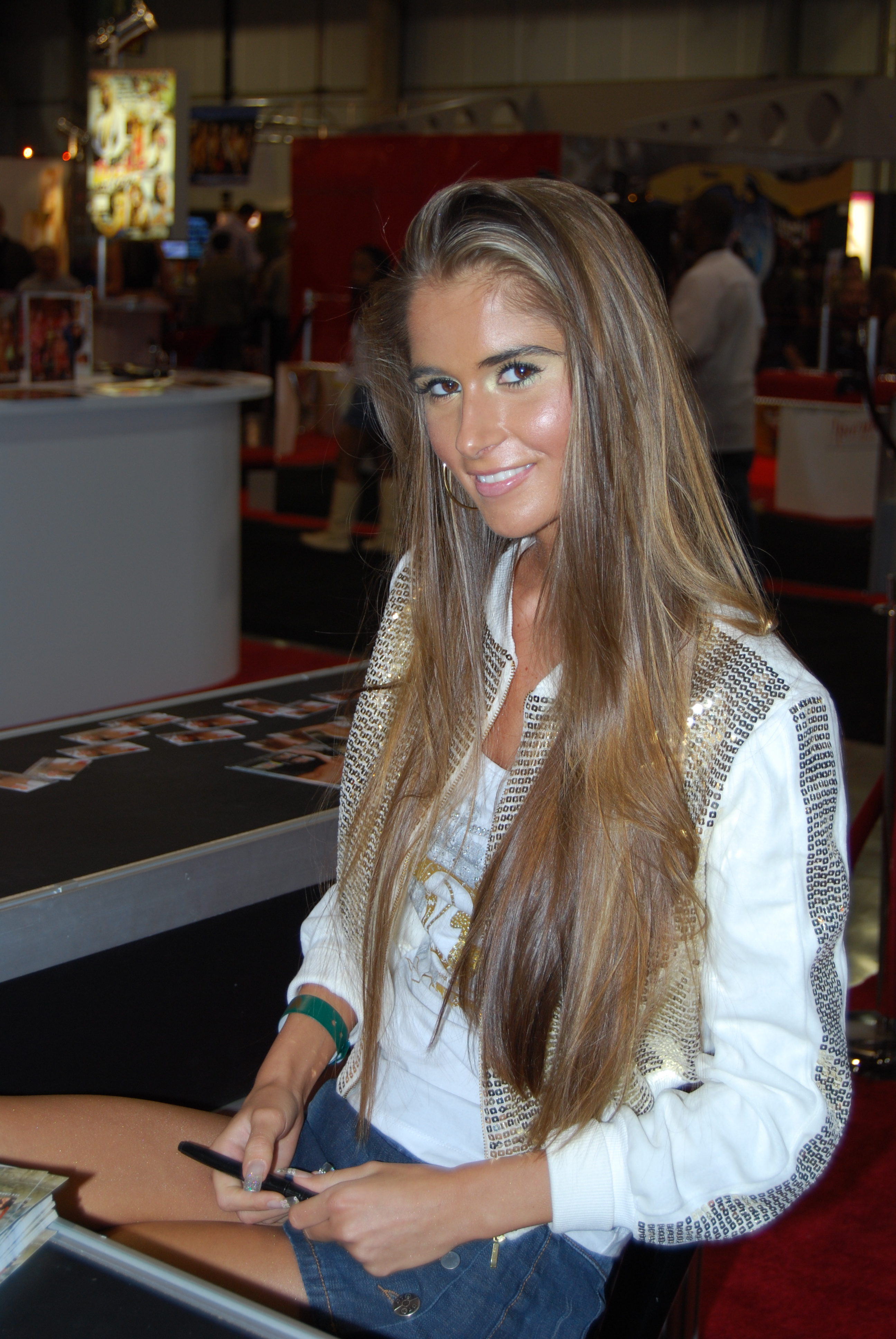
Nessa Devil en la AVN Adult Entertainment Expo 2008.

Nikola Jirásková entró en la industria pornográfica en 2007 cuando firmó un contrato exclusivo con Woodman Entertainment a los 18 años de edad. En ese mismo año Nikola debutó como actriz porno en la nueva película de Pierre Woodman, titulada The Perfectionist. Nessa Devil fue la tercera chica contratada que firmó con la compañía de Woodman, uniéndose a Caylian Curtis y Divinity Love bajo contrato exclusivo. Devil también representó a la compañía Woodman Entertainment en el Festival Internacional del Erotismo de Bruselas.
Nessa filmó varias películas de orgías durante su carrera. Una de sus escenas más destacadas fue en la película Drunk Sex Orgy: All-Night Love Lounge, que fue nominada a los Premios AVN a la mejor orgía y estreno gangbang. Devil trabajó para compañías de la industria pornográfica como DDFNetwork, KarupsPC, MET Art, Twistys, WoodmanCastingX, entre otras.
Durante el transcurso de su carrera, Nessa se sometió a una cirugía de aumento de senos que la pasó de la talla B a la D, y más tarde optó por una segunda cirugía de aumento de senos aún más grande, alcanzando la talla de 38DD, que le ayudó a tener un cuerpo escultural con senos de gran tamaño. Nessa Devil fue reconocida por varios medios dentro y fuera de la industria pornográfica como una de las nuevas estrellas del cine para adultos más populares en su momento, y aseguraron que su cuerpo era uno de los más espectaculares jamás vistos en el porno. Pero a pesar de su desempeño en la pornografía, Nessa decide retirarse para comenzar una carrera como modelo fitness.

## Filmografía
| - Perfectionist 1 (2007) - Sex Carnage 1 (2008) - Wild Waves (2008) - Drunk Sex Orgy: All Night Love Lounge (2008) - Drunk Sex Orgy: Bikini Beach Balls (2009) - Drunk Sex Orgy: Club Cunts (2009) - Drunk Sex Orgy: Fashion Freaks (2009) - Drunk Sex Orgy: White Sensation (2009) - Les Angels 1 (2009) - Me and My Sybian 2 (2009) - My Secret College Experience (2009) - My Sister Is A Lesbian 3 (2009) - Pink Lovers 1 (2009) - Rocco Ravishes the Czech Republic (2009) - Teeny Test 2 (2009) - Bad Ways (2010) - Barcelona Chic (2010) - Drunk Sex Orgy: Eurofuck Competition (2010) - Drunk Sex Orgy: Extreme Speed Dating (2010) - Drunk Sex Orgy: Fucked Up Disco (2010) - Drunk Sex Orgy: Pornstar Flirt (2010) - Drunk Sex Orgy: Prison Pussy Break (2010) - Drunk Sex Orgy: Winter Wonderbang (2010) - Fuck V.I.P.: Luxury (2010) - Real Naughty Couples 5 (2010) - Rocco's Psycho Love 2' (2010) - Woodman Casting X 75 (2010) - Home All Alone 6 (2010) - Drunk Sex Orgy: 7th Anniversary Party (2011) | - Drunk Sex Orgy: Bob's B-Day Bash (2011) - Drunk Sex Orgy: Freaky Fuckers (2011) - Drunk Sex Orgy: XXX Rip Fest (2011) - Orgasmatics 1 (2011) - Orgasmatics 2 (2011) - Orgasmatics 3 (2011) - Orgasmatics 4 (2011) - Orgasmatics 5 (2011) - Orgasmatics 6 (2011) - Orgasmatics 7 (2011) - Orgasmatics 8 (2011) - Orgasmatics 9 (2011) - Orgasmatics 10 (2011) - Slime Wave 2 (2011) - Slime Wave 8 (2011) - Slime Wave 9 (2011) - Slime Wave 10 (2011) - Extreme Prague Sluts 2 (2012) - Woodman Casting X 97 (2012) - Private Gold 140: Fucking Filthy Fantasies (2012) - I Know That Girl 14 (2013) - Nando Super Poliziotto Hard (2013) - Sexy Sissy (2013) - Young and Stacked (2013) - Orgasmatics 37 (2014) - Orgasmatics 38 (2014) - Orgasmatics 39 (2014) - Taboo Mommy Tales (2016) |

## Premios y nominaciones
| Año  | Premio        | Resultado | Categoría     |
| ---- | ------------- | --------- | ------------- |
| 2014 | Miss FreeOnes | Nominada  | Miss FreeOnes |